# Louis Agassiz Fuertes
Pour les articles homonymes, voir Agassiz et Fuertes.
Ne doit pas être confondu avec Louis Agassiz.
Louis Agassiz Fuertes, né le 7 février 1874 à Ithaca (New York) et mort le 22 août 1927 à Unadilla, est un ornithologue et un illustrateur américain.

## Biographie
Fuertes décide de se consacrer à peindre des oiseaux après avoir rencontré le naturaliste Elliott Coues en 1894. Il voyage dans de nombreux pays pour y dessiner des oiseaux dont le Canada, le Mexique, la Jamaïque et l’Éthiopie aux côtés de Wilfred Hudson Osgood. En 1899, il accompagne Edward Henry Harriman durant son exploration des côtes de l’Alaska.
À partir de 1923, il donne des cours d'ornithologie à l’université Cornell. La bibliothèque de cette université conserve de nombreux dessins de Fuertes ainsi que sa correspondance.

## Orientation bibliographique
- Frank Michler Chapman (1928). In Memoriam: Louis Agassiz Fuertes, The Auk, 45 (1) : 1-26.  (ISSN 0004-8038)
- Robert McCracken Peck (1982). A Celebration of Birds. The Life and Art of Louis Agassiz Fuertes, Walker and Company (New York) : xiii + 178 p.   (ISBN 0-8027-0716-5)
- Francis Roux (1996). Les Oiseaux. Aquarelles de Louis Agassiz Fuertes, Bibliothèque de l'image : 96 p.   (ISBN 2-909808-40-8)